# Tucumán Ferrocarriles
Tucumán Ferrocarriles (TUFESA) foi uma empresa ferroviária argentina que operou a linha ferroviária entre Buenos Aires e San Miguel de Tucumán. Foram construídas pelo estado, de propriedade do Ferrocarril Central Norte, que se tornou parte do Ferrocarril General Manuel Belgrano após nacionalização ferroviária em 1948. Como parte de uma empresa ferroviária nacional no plano de privatização, realizado sob a presidência de Carlos Menem, a linha foi concedida ao governo da Província de Tucumán, em 1992 e mais tarde foi transferido para a concessionária TUFESA. Em 1998, durante um processo de suspensão da concessão, o então presidente da empresa  David Miguel Angel Giménez cometeu suicídio. Seus serviços precários ocasionaram o cancelamento da concessão em 2000. Posteriormente o serviço foi repassado a Ferrocentral) 